# 博物馆站 (庆尚南道)
博物館站（：／ Bangmulgwan yeok */?）是釜山－金海輕軌沿線的一座高架車站，位於韓國慶尚南道金海市內洞。

## 車站結構
站體為2面2線側式月台的高架車站，候車月台設有月台幕門，並有2處出口。

### 月台配置
| 首露王陵 ↑ |
| \| 上      |
| ↓ 蓮池公園 |

| 月台 | 路線              | 目的地     |
| ---- | ----------------- | ---------- |
| 上行 | ●釜山－金海轻电铁 | 沙上方向   |
| 下行 | ●釜山－金海轻电铁 | 加耶大方向 |

## 歷史
- 2011年9月16日：落成啟用。

## 車站周邊
- 國立金海博物館（朝鲜语：국립김해박물관）
- 昌原地方法院
- 金海地方法院
- 金海登記所
- 金海文化藝術館
- 首露王妃陵
- 大成洞古墓群（朝鲜语：김해 대성동 고분군）
- 大成洞古墓群博物館
- 金海CGV
- Home plus（朝鲜语：홈플러스）金海店
- 金海中學
- 慶尚南道金海教育支援廳

## 圖片

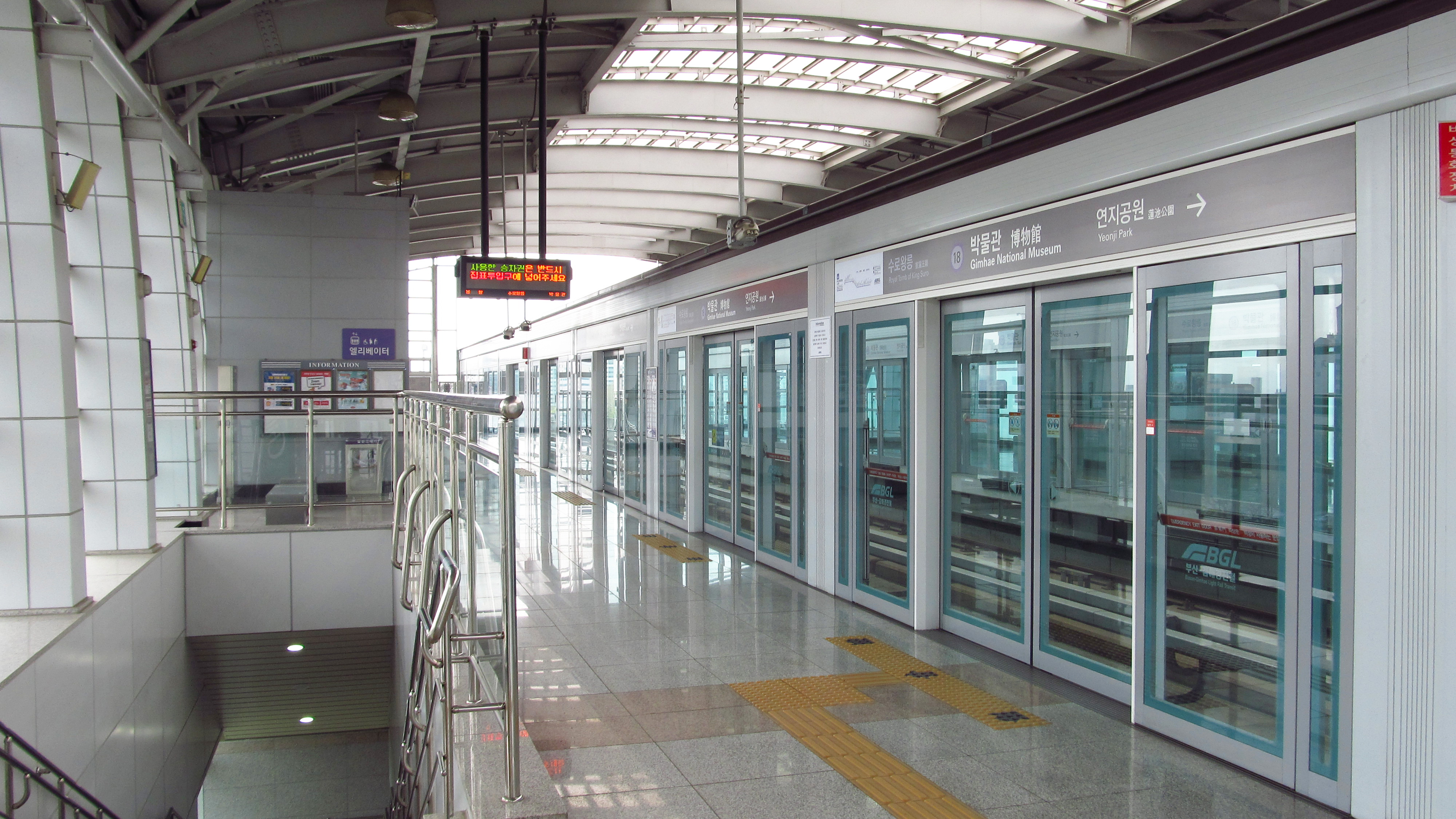
候車月台
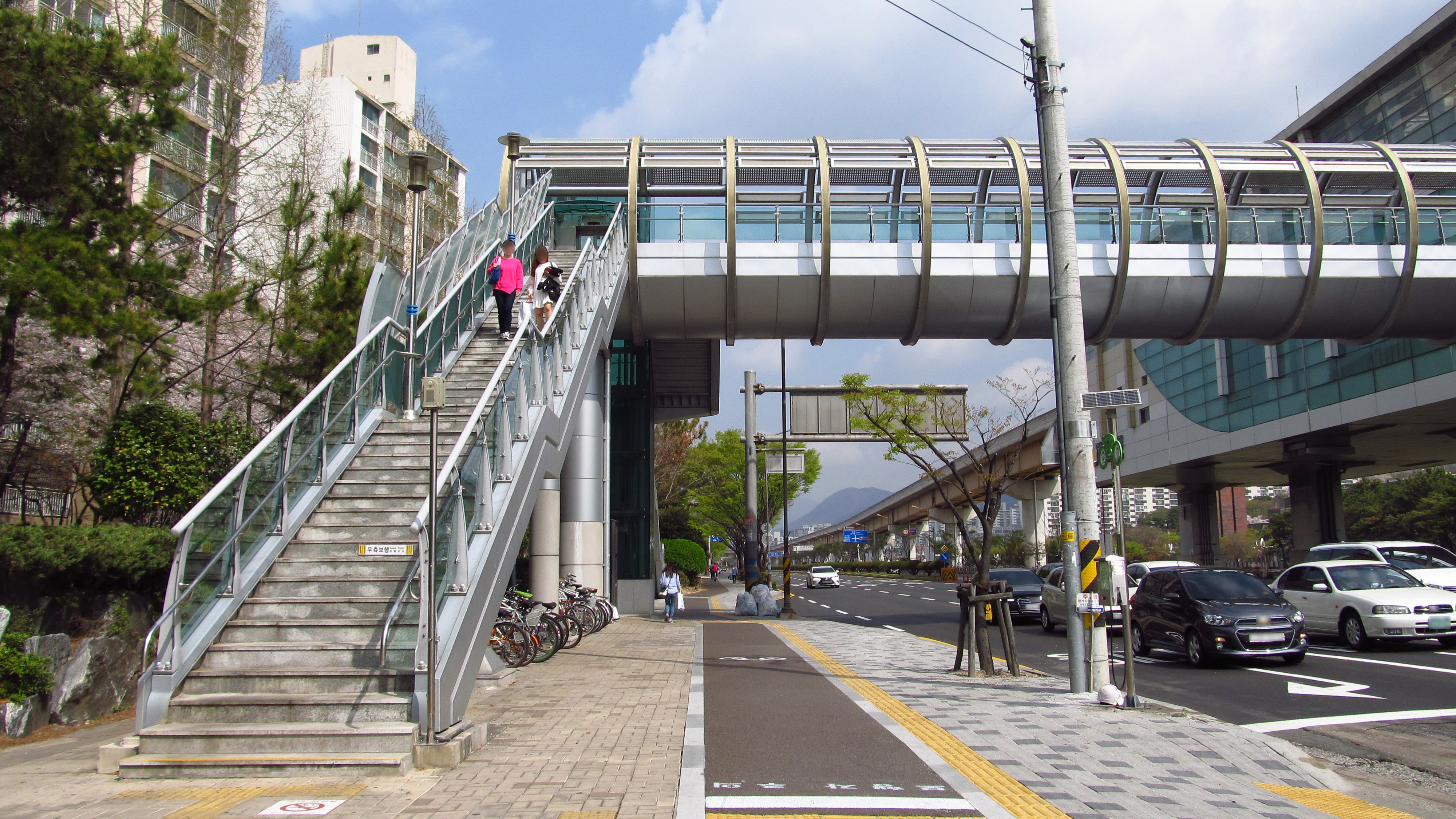
1號出口
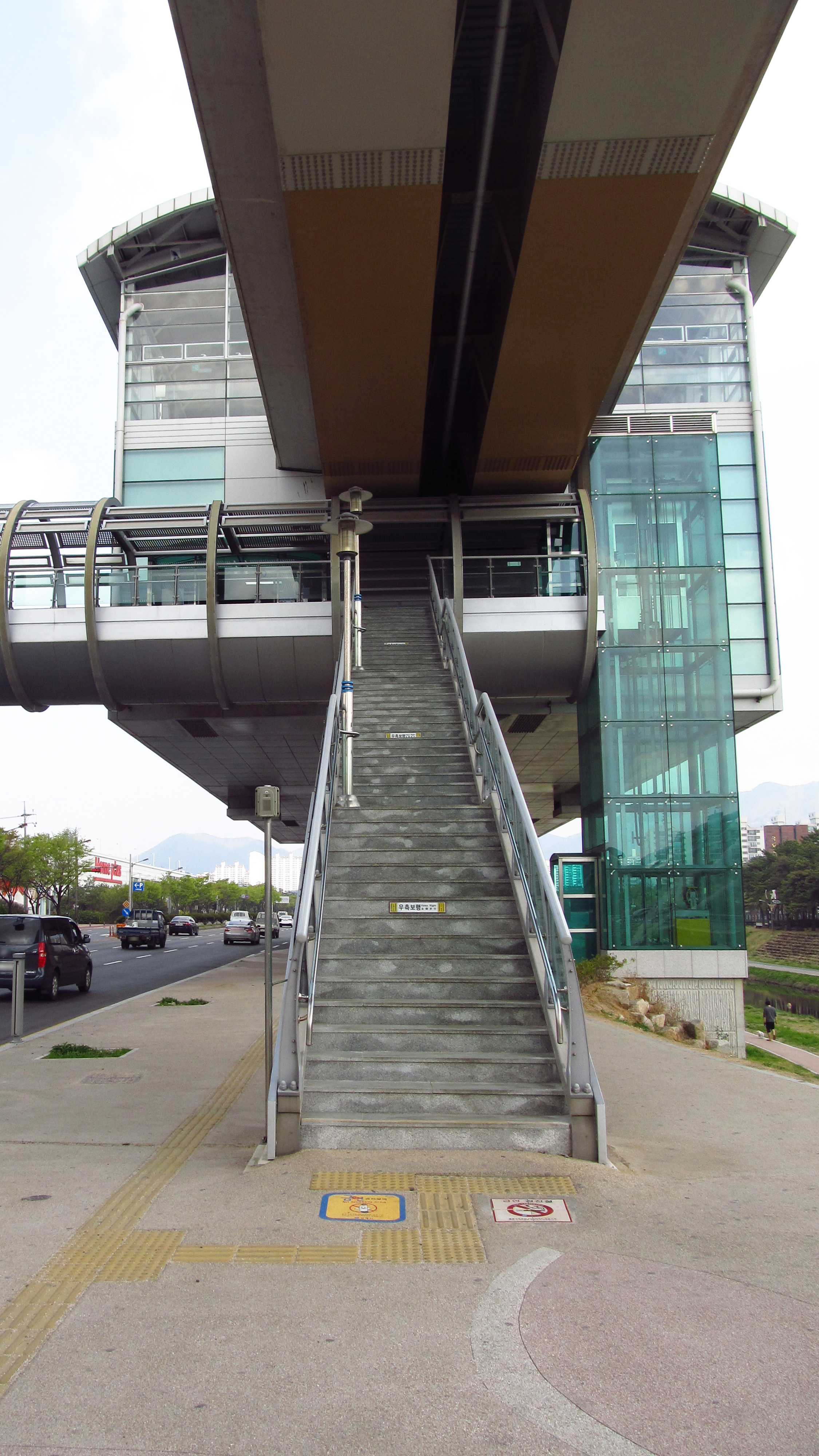
2號出口
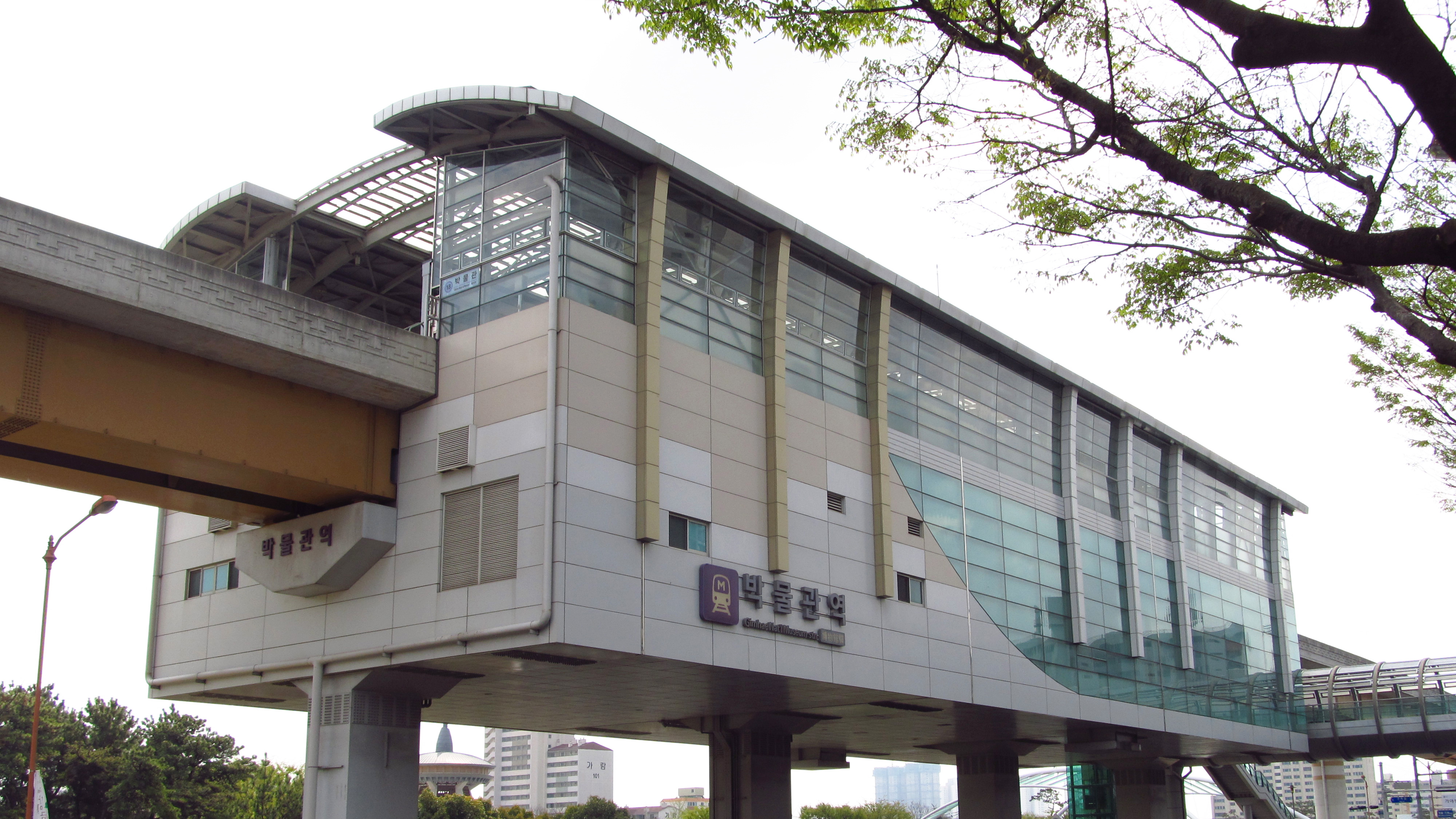
車站建築

## 相鄰車站
釜山-金海輕電鐵
●釜山－金海轻电铁
首露王陵（17）－博物館（18）－蓮池公園（19）